# Zapasy na Igrzyskach Azjatyckich 2006
Zapasy na Igrzyskach Azjatyckich 2006 odbywały się w hali Aspire Dome na zachód od Ad-Dauhy w dniach 9–14 grudnia.

## Klasyfikacja medalowa
Gospodarz zawodów został zaznaczony kolorem.
| Klasyfikacja medalowa | Klasyfikacja medalowa | Klasyfikacja medalowa | Klasyfikacja medalowa | Klasyfikacja medalowa | Klasyfikacja medalowa |
| Miejsce               | Państwo               | Złoto                 | Srebro                | Brąz                  | Razem                 |
| --------------------- | --------------------- | --------------------- | --------------------- | --------------------- | --------------------- |
| 1                     | Korea Południowa      | 5                     | 3                     | 3                     | 11                    |
| 2                     | Iran                  | 4                     | 5                     | 1                     | 10                    |
| 3                     | Japonia               | 4                     | 2                     | 3                     | 9                     |
| 4                     | Uzbekistan            | 2                     | 3                     | 3                     | 8                     |
| 5                     | Chiny                 | 2                     | 1                     | 3                     | 6                     |
| 6                     | Kazachstan            | 1                     | 1                     | 3                     | 5                     |
| 7                     | Indie                 | 0                     | 1                     | 5                     | 6                     |
| 8                     | Korea Północna        | 0                     | 1                     | 2                     | 3                     |
| 9                     | Jordania              | 0                     | 1                     | 0                     | 1                     |
| 10                    | Kirgistan             | 0                     | 0                     | 6                     | 6                     |
| 11                    | Mongolia              | 0                     | 0                     | 5                     | 5                     |
| 12                    | Syria                 | 0                     | 0                     | 1                     | 1                     |
| .                     | Katar                 | 0                     | 0                     | 1                     | 1                     |
| Razem                 | Razem                 | 18                    | 18                    | 36                    | 72                    |

## Mężczyźni

### Styl klasyczny
| Konkurencja |                 |                           |                     |                  |
| ----------- | --------------- | ------------------------- | ------------------- | ---------------- |
| 55 kg       | Jiao Huafeng    | Dżasem Amiri              | Vinayak Dalvi       | Cha Kwang-su     |
| 60 kg       | Makoto Sasamoto | Sheng Jiang               | Rusłan Tiumienbajew | Dilshod Aripov   |
| 66 kg       | Kim Min-chul    | Ravshan Roʻziqulov        | Hamid Rejhani       | Masaki Iimuro    |
| 74 kg       | Roman Mieloszyn | Dawud Abedinzade          | Danijar Köbönow     | Bakhit Badr      |
| 84 kg       | Kim Jung-sub    | Jahja Muhammad Abu Tabich | Dżanarbek Kendżejew | Shingo Matsumoto |
| 96 kg       | Han Tae-young   | Masud Haszemzade          | Giennadij Czchaidze | Mohammad Al-Ken  |
| 120 kg      | Kim Gwang-seok  | Mahdi Szarabijani         | Nurbek Ibragimow    | Liu Deli         |

### Styl wolny
| Konkurencja |                  |                   |                      |                        |
| ----------- | ---------------- | ----------------- | -------------------- | ---------------------- |
| 55 kg       | Dilshod Mansurov | Jon Hyon-guk      | Hidenori Taoka       | Kim Hyo-seop           |
| 60 kg       | Morad Mohammadi  | Song Jae-myung    | Yogeshwar Dutt       | Ri Yong-chol           |
| 66 kg       | Baek Jin-guk     | Takafumi Kojima   | Sushil Kumar         | Bujandżawyn Batdzorig  |
| 74 kg       | Ali Asghar Bazri | Cho Byung-kwan    | Abdułchakim Szapijew | Sosłan Tigijew         |
| 84 kg       | Reza Jazdani     | Zaurbiek Sochijew | Magomied Kuruglijew  | Noh Je-hyoun           |
| 96 kg       | Ali Reza Hejdari | Oleg Kałagow      | Tajmuraz Tigijew     | Aleksiej Krupniakow    |
| 120 kg      | Artur Tajmazow   | Fardin Masumi     | Lee Se-hyung         | Palwinder Singh Cheema |

## Kobiety

### Styl wolny
| Konkurencja |               |                 |                          |             |
| ----------- | ------------- | --------------- | ------------------------ | ----------- |
| 48 kg       | Chiharu Ichō  | Kim Hyeong-ju   | Cogtbadzaryn Enchdżargal | Li Xiaomei  |
| 55 kg       | Saori Yoshida | Olga Smirnowa   | Najdangijn Otgondżargal  | Alka Tomar  |
| 63 kg       | Kaori Ichō    | Geetika Jakhar  | Badrachyn Odonczimeg     | Xu Haiyan   |
| 72 kg       | Wang Xu       | Kyōko Hamaguchi | Oczirbatyn Burmaa        | Jana Panowa |